# ホウリンケイ酸ガラス
 ホウリンケイ酸ガラス (Borophosphosilicate glass, BPSG) とは、ホウ素とリンを含むケイ酸ガラスの一種である。リンケイ酸ガラスやホウリンケイ酸ガラスは半導体デバイス製造において、金属層や導電層の間の絶縁層として利用されている。
ホウ素10が宇宙線の熱中性子の優れた補足体であるため、ホウリンケイ酸ガラスが使用されたデバイスはソフトエラーが起こりやすいことが知られる。  熱中性子を補足後、核分裂反応を起こし、ガンマ線、アルファ粒子、リチウムイオンを生成する。これらが付近に電荷を与え、データ損失（ビット反転、または単一事象反転）を引き起こす懸念がある。
極限設計においては、上記のソフトエラーを避ける放射性耐性向上法としてホウ素11が使用される。ホウ素11は原子力産業の副産物として知られる。